# 東京スーパーモデルコンテスト
東京スーパーモデルコンテストは、小学館のファッション誌が全面バックアップしたモデルコンテスト。2009年7月28日に開催された。第一回は、グランプリ受賞者は賞金100万円や表紙デビューの決定など、未来のスーパーモデルを探すコンテストであり、山本美月がグランプリに輝いた。

## 結果
- グランプリ、Cancam賞 - 山本美月
- AneCan賞、Oggi賞 - 愛梨[2]
- PS賞 - 西山恵子